# NO.1〜耀け乙女〜
『NO.1 輝け乙女』（ナンバーワン 耀け乙女）は、東京プリンが2000年にリリースしたシングルである。

## 収録曲
1. NO.1〜輝け乙女〜（フィーチャリング・MARI） 
作曲：CASTAGNA STEFANO 、SOMENZI EVELINA / 作詞：伊藤洋介
原曲はFASTWAYの『No.1』。中京テレビ『ピンクパパラッチ』テーマソング。
2. なんかちょうだい〜PLEASE GIVE ME SOMETHING〜（Song by 大阪プリン（東京プリン&YURIMARI））
作曲：OLIVA SANDRO、PASQUINI GIANCARLO、CONTINI ALBERTO EMILIO / 作詞：東京プリン
原曲は  Dave, Domino, & Virginelleの『Anniversary』。
3. NO.1〜輝け乙女〜（オリジナル・カラオケ）
4. なんかちょうだい〜PLEASE GIVE ME SOMETHING〜（オリジナル・カラオケ）